# Jiří Černý (sochař a malíř)

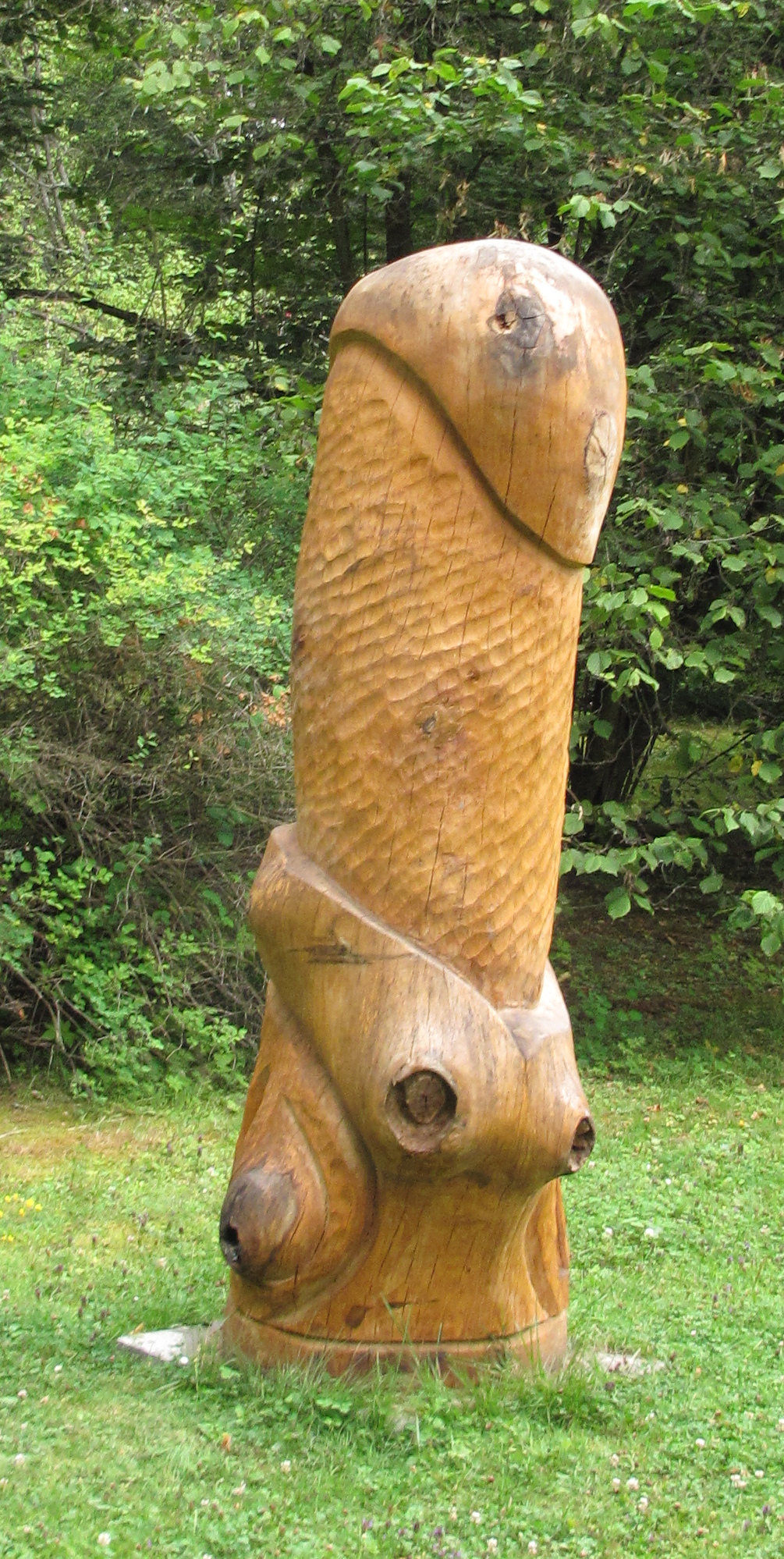
Jiří Černý: Pyj (?), ? dřevo, 2014, Konstantinovy Lázně.

Jiří Černý (* 22. ledna 1959 – 24. září 2017) byl český umělec, zabývající se kresbu, malbou, fotografií, sochařstvím a designem. Tvořit začal v 70. letech v Chebu. Po sametové revoluci začal sochat nejprve do kamene a později do dřeva. Žil v Chebu.

## Samostatné výstavy
- 1997 Planá
- 2005 Františkovy Lázně

## Účast na workshopech
- Sochařské Symposium Františkovy Lázně